# Lazaráta
Lazaráta (Lazarata) är en ort i Grekland.   Den ligger i prefekturen Lefkas och regionen Joniska öarna, i den centrala delen av landet, 280 km väster om huvudstaden Aten. Lazaráta ligger 421 meter över havet och antalet invånare är 526. Den ligger på ön Lefkas.
Terrängen runt Lazaráta är huvudsakligen kuperad, men söderut är den bergig. Havet är nära Lazaráta åt nordväst.  Närmaste större samhälle är Lefkáda, 6,7 km nordost om Lazaráta. 